# Gianni e Pinotto tra i cowboys
Gianni e Pinotto tra i cowboys (Ride 'Em Cowboy) è un film comico del 1942 interpretato da Bud Abbott e Lou Costello, noti in Italia coi nomi Gianni e Pinotto. È il loro quinto film da protagonisti e in italiano (sesto in tutto) e ultimo dei loro cinque film con la regia di Arthur Lubin, l'unico che fino ad allora li aveva diretti come protagonisti (i loro precedenti quattro film da protagonisti, Gianni e Pinotto reclute, Allegri naviganti, L'inafferrabile spettro e Razzi volanti, sono infatti tutti di Arthur Lubin).

## Trama
Duke e Willoughby vendono salsicce e sono costretti a scappare da dove lavorano. Finiscono in un luogo dove ci sono delle tende di indiani. Willoughby, per caso, tira una freccia nel centro della tenda di una bruttissima indiana e gli indiani per questo vogliono costringerlo a sposarla. Così i due vanno a lavorare in un ranch fingendosi cowboy. Gli indiani continuano a perseguitarli e, dopo che Duke e Willoughby hanno portato Bronco Bob Mitchell, un cantante che si finge anche lui un cowboy, al rodeo a cui si è iscritto (riuscendoci per un pelo perché inseguiti dai nemici di Mitchell), gli indiani lo costringono a sposare l'indiana in quel posto. Duke però salva Willoughby dal suo destino.